# Варфоломей (Самарас)
Митрополи́т Варфоломе́й (греч. Μητροπολίτης Βαρθολομαίος, тур. Metropolit Bartholomeos, в миру Михаи́л Самара́с, греч. Μιχαήλ Σαμαράς; тур. Mihail Samaras; род. 13 июня 1972, Ано-Лехония) — епископ Константинопольского патриархата, митрополит Смирнский (с 2016), ипертим и экзарх всей Азии.

## Биография
Родился 13 июня 1972 года в Ано-Лексонии в Греции.
В 1990 году окончил классический лицей в Волосе, а позднее филологический (отделение классической филологии) и богословский факультеты Салоникийского университета.
В 1995 году пострижен в монашество в Монастыре пресвятой Богородицы Довра в Верии. В том же году митрополитом Севастийским Димитрием (Комматасом) был хиротонисан во иеродиакона, а в 1996 году — во иеромонаха.
С марта 2005 года служил младшим секретарём Священного синода Константинопольского патриархата, сменив на этой должности диакона Елпидифора (Ламбрианидиса).
С 7 по 12 июня 2009 года был участником IV Всеправославного предсоборного совещания в Православном центре Константинопольского патриархата в Шамбези.
3 марта 2011 году назначен старшим секретарём Священного синода Константинопольского патриархата в связи с избранием архимандрита Елпидифора (Ламбрианидиса) митрополитом Прусским. Одновременно включён в состав ряда комиссий Константинопольского патриархата: Каноническую комиссию; Комиссию по межправославным вопросам; Комиссию по реконструкции, благоустройству и поддержанию Патриаршего Храма и Дома; Комиссию по восстановлению имущества Вселенской патриархии; новоучреждённую Комиссию по биоэтике; также он стал главой Синодальной Канцелярии. Новый состав комиссий приступил к работе с 1 апреля того же года.
С 1—3 сентября 2011 года в качестве первого секретаря участвовал в совещании предстоятелей четырёх «древних патриархатов» и Кипрской церкви на Фанаре.
Следуя призыву патриарха Константинопольского Варфоломея об увеличении числа клириков, имеющих турецкое гражданство, что позволяло бы в будущем участвовать в выборах патриарха Константинопольского, получил паспорт гражданина Турции.
Участник состоявшегося с 16 по 18 декабря 2015 года в Афинах четвёртого заседания Специальной межправославной комиссии по подготовке Всеправославного собора.
22 января 2016 года участвовал в Собрании Предстоятелей Поместных Православных Церквей в Православном центре Константинопольского патриархата в Шамбези (Швейцария) как консультант патриарха Варфоломея.
29 августа 2016 года Священным синодом Константинопольского патриархата, впервые после массового уничтожения греческого населения в Смирне, мученической смерти митрополита Смирнского Хризостома (Калафатиса) и упразднения православной Смирнской митрополии (1922), единогласно избран для рукоположения в сан епископа и возведения в достоинство митрополита Смирнского.
11 сентября 2016 года в патриаршем храме святого Георгия на Фанаре в Стамбуле хиротонисан во епископа и возведён в достоинство митрополита Смирнского. Хиротонию совершили: патриарх Константинопольский Варфоломей, митрополит Филадельфийский Мелитон (Карас), митрополит Севастийский Димитрий (Комматас), митрополит Верийский, Наусский и Кампаниский Пантелеимон (Калпакидис), митрополит Гальский Эммануил (Адамакис), митрополит Филадельфийский Венедикт (Цекурас) (Иерусалимская православная церковь), митрополит Димитриадский Игнатий (Георгакопулос), митрополит Бельгийский Афинагор (Пекстадт), митрополит Аркалохорийский Андрей (Нанакис), митрополит Кисамский и Селинский Амфилохий (Андроникакис) и митрополит Лагадийский, Литийский и Рендинский Иоанн (Тассиас).
24 сентября 2016 года в Храме святого Вукола в Измире состоялась интронизация митрополита Варфоломея, которую возглавил патриарх Варфоломей.

## Награды
- Орден «За заслуги» III степени (Украина, 4 января 2019 года) — за выдающуюся деятельность, направленную на укрепление авторитета православия в мире, утверждение идеалов духовности и милосердия, весомый личный вклад в развитие автокефальной поместной Православной Церкви Украины[16].